# Note de Fernand Vix

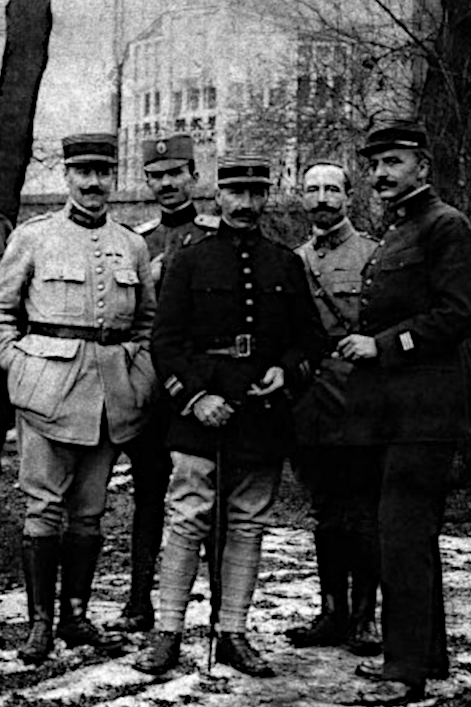
Au centre le lieutenant-colonel Fernand Vix, chef de la mission militaire des forces alliées à Budapest en 1918-19.

Alors que le sud de l'ex-Autriche-Hongrie vaincue est occupé par les Alliés de la Première Guerre mondiale, la note de Fernand Vix (roumain : notificarea lui Fernand Vix, hongrois : Fernand Vix-jegyzék, que certaines sources secondaires orthographient par erreur Note Vyx, de Vyx-jegyzék) est une notification remise le 21 mars 1919 par le chef de la mission militaire inter-alliée, le français Fernand Vix, au chef du gouvernement hongrois, le comte Mihály Károlyi. Cette notification constitue un épisode de la dislocation de la « Grande Hongrie » (telle qu'elle avait été établie en 1867 par le compromis austro-hongrois) au profit de la constitution de la Grande-Roumanie (telle qu'elle sera établie par les traités de Saint-Germain-en-Laye et de Trianon consécutifs à la première Guerre mondiale).  

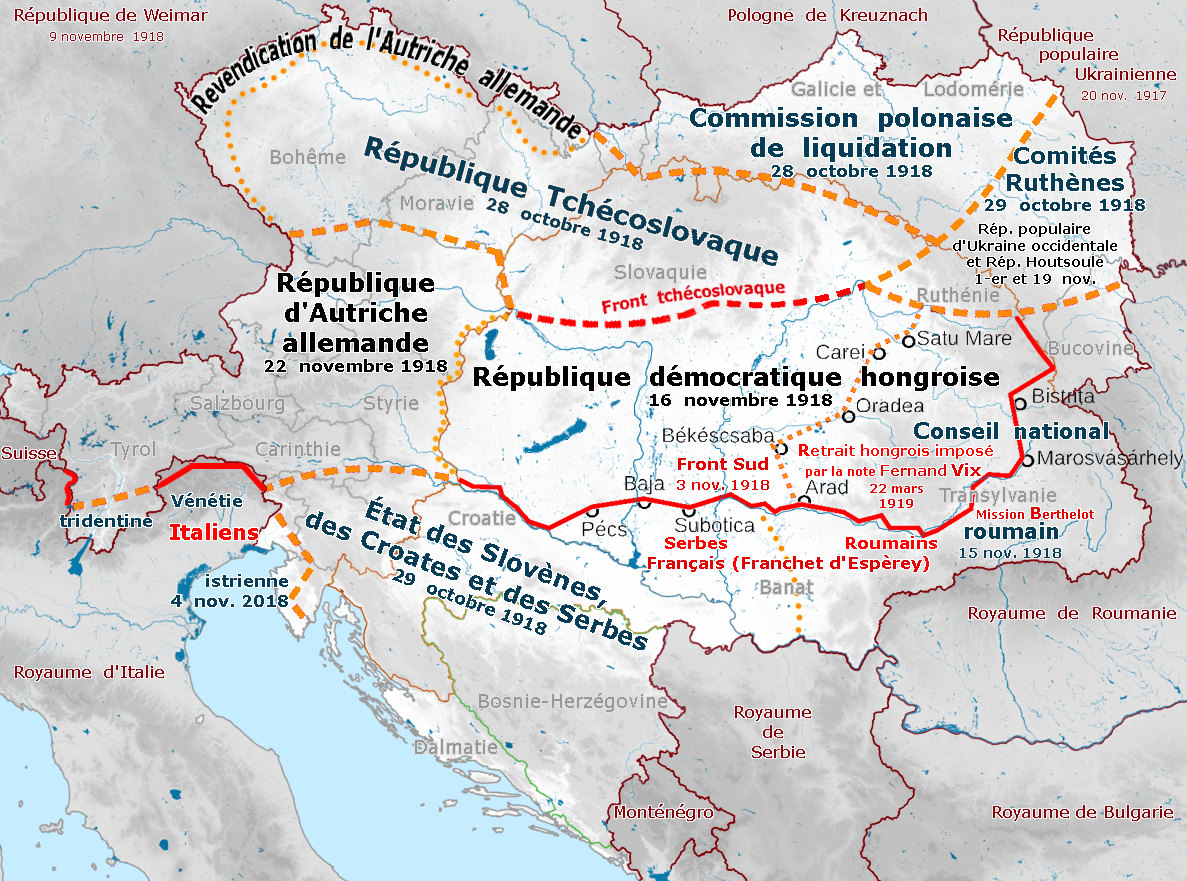
Dislocation de l'Autriche-Hongrie et, à l'Est, le territoire concerné par la notification de Fernand Vix.

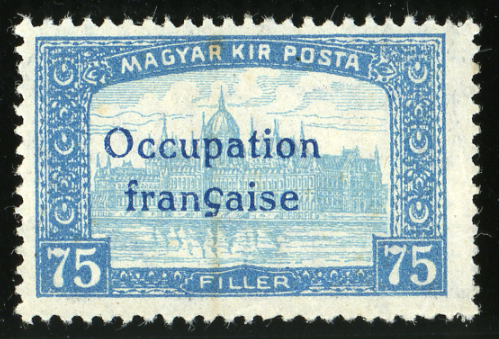
Timbre hongrois surchargé en 1919 par l'Armée française de Hongrie.

## Contexte
Durant le mois d'octobre 1918, les tentatives des responsables austro-hongrois pour sortir de la Première Guerre mondiale se soldent par des échecs : par exemple, le 18 octobre, le président américain Woodrow Wilson fait savoir qu'il ne considère pas l'Autriche-Hongrie comme un interlocuteur valable pour restaurer la paix.
Après l'armistice de Villa Giusti signé le 3 novembre, les Tchèques, les Slovaques, les Polonais, les Ukrainiens, les Roumains bucoviniens et transylvains, les Serbes, Croates et Slovènes proclament leur émancipation, détachant de facto de vastes territoires de l'Autriche-Hongrie. Du 3 au 8 novembre, les troupes serbes et roumaines, soutenues respectivement par l'armée Franchet d'Espèrey et par l'armée française de Hongrie, occupent, à l'appel des Comités nationaux serbes et/ou roumains de ces régions, la Bacska, le Banat, la Transylvanie et la Bucovine.
La révolution hongroise du 31 octobre 1918 ayant formé un « Conseil national social-démocrate hongrois » qui réclame l'indépendance de la Hongrie et que le roi Charles reconnaît le 13 novembre, les Alliés considèrent que l'armistice avec l'Autriche ne concerne pas la Hongrie et y poursuivent leur avance jusqu'à cette date. Le 7 novembre, le chef de l'état hongrois, le comte Mihály Károlyi, est reçu à Belgrade par Louis Franchet d'Espèrey, commandant des troupes alliées du front de Salonique qui ont traversé le Danube et occupent le sud de la Hongrie. Károlyi et Franchet d'Espèrey concluent un armistice destiné à compléter celui avec l'Autriche sur le front italien. Les unités hongroises encore cantonnées en Bačka, au Banat et en Transylvanie reçoivent l'ordre de se replier au nord de la ligne d'armistice établie par la convention de Belgrade le long de la Drave et de la rivière Maros/Mureș, en passant par Pécs, Szeged, Arad et Marosvásárhely.

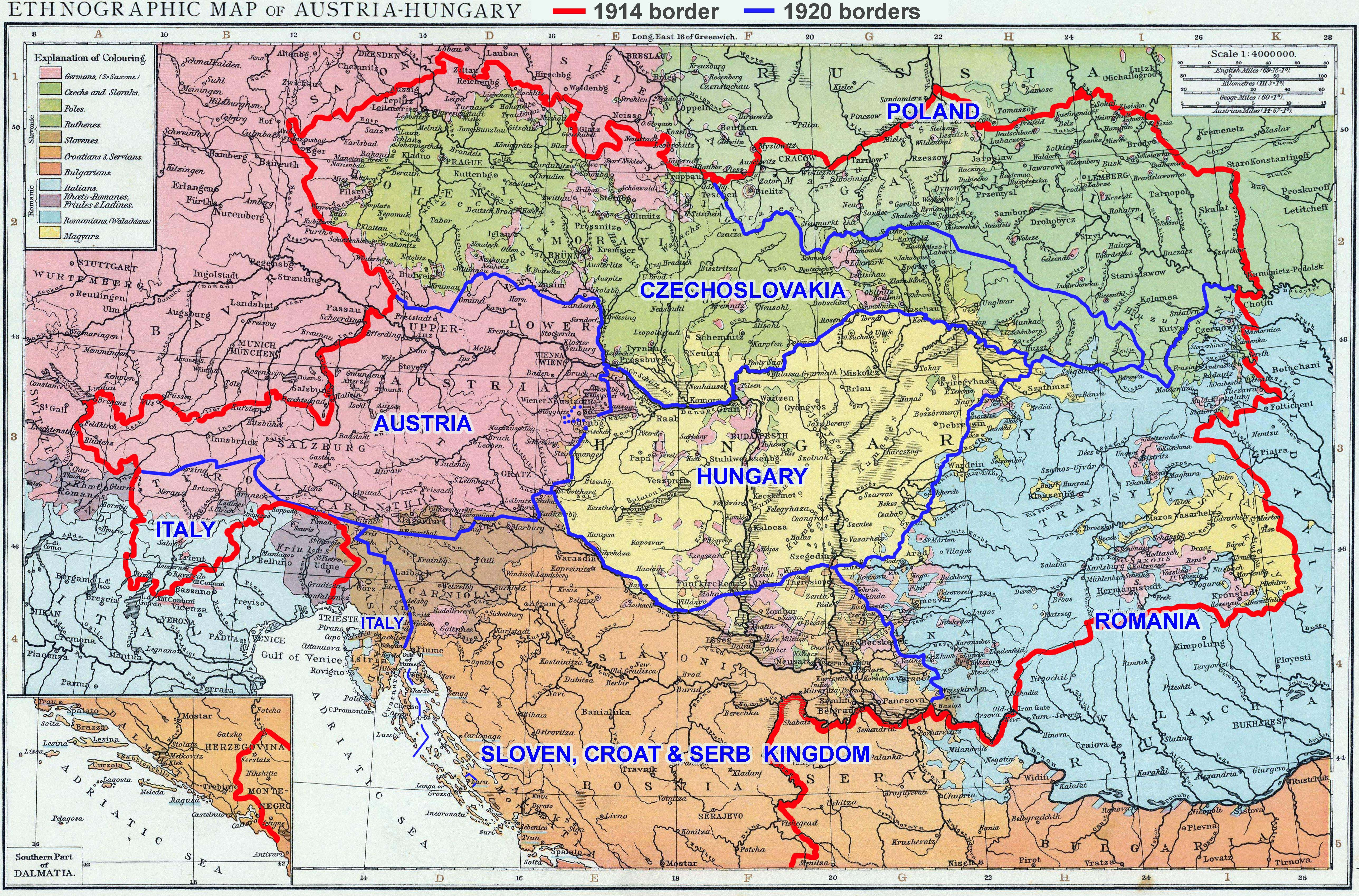
Carte de l'Autriche-Hongrie en 1914 avec les zones linguistiques selon le recensement de 1890, les frontières de 1914 (rouge) et celles de 1919 (bleu).

Le 16 novembre, les Magyars se détachent à leur tour de l'Empire en proclamant l'indépendance de la République démocratique hongroise. La Hongrie indépendante doit gérer les conditions d'armistice imposées par les Alliés, qui prévoient de reconnaître la sécession des deux tiers du territoire hongrois, rattachés à la Tchécoslovaquie, au royaume de Roumanie et à l'État des Slovènes, Croates et Serbes. En outre, la France se prépare à intervenir contre le bolchévisme qui se développe en Russie soviétique et en Hongrie : sur le plan militaire une Armée française de Hongrie est constituée, et sur le plan diplomatique la position française se durcit face à la Hongrie, le ministre des Affaires étrangères Stephen Pichon reprochant à Franchet d'Espèrey d'avoir « traité avec le prétendu État hongrois ».

## La notification de Fernand Vix
Au printemps 1919, la Triple-Entente, conformément au dixième des « Quatorze points de Wilson » qui postule le remplacement de l'Autriche-Hongrie par des états-nations, a déjà décidé de tracer les frontières de ces états-nations, plus ou moins selon les zones linguistiques définies par les cartes austro-hongroises (ou autres) selon les recensements de 1890 ou de 1910 ; sur le terrain, la délimitation est en train d'être étudiée par une commission internationale (dite « commission Lord ») où des géographes tels Robert Seton-Watson (en) ou Emmanuel de Martonne et l'historien Ernest Denis jouent un rôle majeur.
Or, dans le nord-ouest de la Transylvanie, la République démocratique hongroise s'étend encore en théorie sur le Körösvidék oriental, région à majorité roumanophone revendiquée par le Conseil national roumain de Transylvanie mais où, en pratique et à l'échelon local, émergent des formations politiques autonomes et socialistes comme la petite république de Kalotaszeg de Károly Kós. Les Alliés considèrent que l'anarchie y règne, craignent que la Hongrie devienne communiste et ordonnent à leur délégué à Budapest, le lieutenant-colonel français Fernand Vix, de notifier au gouvernement hongrois l'ordre de retirer ses troupes du Körösvidék oriental et du nord-ouest de la Transylvanie. La notification est remise le 21 mars 1919.

## Conséquences
L'armée hongroise doit obtempérer et les territoires délimités par la « note Vix » sont aussitôt occupés par les troupes franco-serbes du général Louis Franchet d'Espérey et roumaines du général Alexandru Averescu. Mihály Károlyi et Dénes Berinkey démissionnent et la république démocratique hongroise est renversée par la république des conseils de Hongrie, communiste, dirigée par Béla Kun. Confronté à la présence des troupes alliées, Kun comprend l'impossibilité de retrouver les frontières hongroises d'avant 1918 et préfère soutenir la création de républiques communistes-sœurs au Banat et en Slovaquie. Une coalition anti-communiste se forme le 15 avril 1919, entame des hostilités et, le 2 août, abat la république des conseils, obligeant ses dirigeants à fuir vers la Russie soviétique. La république dite « bourgeoise » est restaurée, mais sera remplacée l'année suivante par une régence conservatrice qui devra signer, en 1920, le traité de Trianon avalisant les frontières tracées par la commission Lord. Pour les Hongrois, la « note Vix » est un élément de la dislocation traumatique subie par leur pays en 1918-1920 ; pour les Roumains, une preuve de la loyauté des Alliés à leur égard, selon les engagements réciproques de 1916.

## References
1. ↑  Le Naour 2016, p. 322.
2. 1 2  Le Moal 2008, p. 215.
3. ↑  Le Moal 2008, p. 216.
4. ↑  Romsics 2015, p. 95.
5. ↑  Le Moal 2008, p. 217.
6. ↑  Miklós Molnar, Histoire de la Hongrie, Hatier, 1996, p. 327.
7. ↑  Peter Pastor, « L'intervention franco-roumaine en Russie et l'ultimatum Vix : contexte de la perte de la Transylvanie par la Hongrie », in : Revue canado-américaine d'études hongroises, 1974, vol. 1, éd. 1–2, pp. 12–28, .niif.hu/01900/01994/00001/pdf/CARHS_1974_12-28.pdf
8. ↑  Miklós Molnar, Histoire de la Hongrie, Hatier, 1996, p. 329.
9. ↑  Les quatorze points de Wilson, p. 76 à 85 -  et (en) Discours de Wilson au Congrès, présentant les 14 points - .
10. ↑  Olivier Lowczyk, La fabrique de la paix : du Comité d'études à la Conférence de la paix, l'élaboration par la France des traités de la Première Guerre mondiale, ed. Economica, coll. « Bibliothèque stratégique », Paris 2010.
11. ↑  Zoltán Szász, « L'alternative socialiste : une république soviétique », in : Histoire de la Transylvanie, Institut d'histoire de l'Académie hongroise des sciences, 2002, vol. 3, pp. 1–787, /440.html
12. ↑  (en) Geopolitics in the Danube region : Hungarian reconciliation, Central European University Press, 1999  (ISBN 9639116297)..
13. ↑  Fernand Vix (Sand, 26 oct. 1876, Neuilly-sur-Seine, 21 mars 1941 : .)
14. 1 2  Mária Ormos, (hu) A Vix-jegyzék és a kormány lemondása, 1918-1919 (« La note Vix et la démission du gouvernement, 1918-1919 »), in: Magyarország története (« Histoire de la Hongrie ») n° 188, vol. 8/1, Budapest 1983,  (ISBN 9630533243).
15. ↑  Peter Pastor, « La mission Vix en Hongrie, 1918-1919 : un réexamen », in : Slavic Review, vol. 29, 1970, éd. 3, pp. 481–498, .
16. ↑  József Breit, (en) « Hungarian Revolutionary Movements of 1918-19 and the History of the Red War », Vol. I of Main Events of the Károlyi Era, Budapest 1929, pp. 115-16.
17. ↑  Jean-Paul Bled, art. « Le Banat : panorama historique » dans Études germaniques n° 267, vol. 3, 2012, pp. 415-419, doi=10.3917 - eger.267.0415, .
18. ↑  Romsics 2015, p. 99.
19. ↑  Peter Pastor, Op. cit., 1974.
20. ↑  Michel Sturdza, The Suicide of Europe, Western Islands Publishers 1968, p. 22, Belmont, Massachusetts, États-Unis, Library of Congress Catalog Card Number 68-58284.